# Apeadeiro de Lourido
O Apeadeiro de Lourido é uma gare encerrada da Linha do Tâmega, que servia a localidade de Lourido, no concelho de Celorico de Basto, em Portugal.

## História

### Construção e inauguração

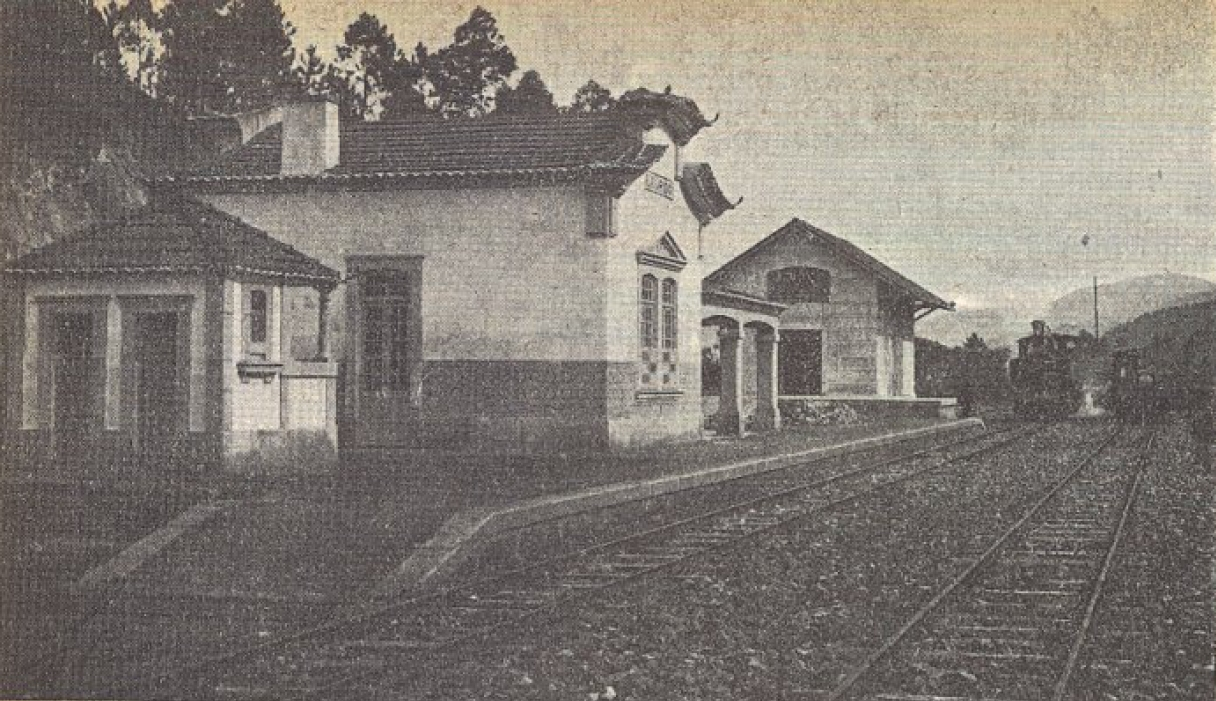
Apeadeiro de Lourido, nos primeiros anos

Este apeadeiro inseria-se no troço da Linha do Tâmega entre Chapa e Celorico de Basto, que começou a ser construído em Outubro de 1929, e abriu à exploração em 20 de Março de 1932, pela Companhia dos Caminhos de Ferro do Norte de Portugal, à qual a Companhia dos Caminhos de Ferro Portugueses tinha alugado a Linha do Vale do Tâmega. Esta foi uma das interfaces originais neste troço, tendo começado desde logo a prestar serviço completo, interno e combinado, nos regimes de pequena e grande velocidades. Para a cerimónia de inauguração, realizou-se um comboio especial de Livração a Celorico de Basto, que, quando passou por Lorido, foi acolhido pela multidão, tendo sido lançados foguetes.
Em 1947, a Companhia do Norte foi integrada na Companhia dos Caminhos de Ferro Portugueses, pelo que a Linha do Tâmega voltou a ser gerida directamente por aquela empresa.

### Encerramento
Devido à reduzido procura, o lanço entre Arco de Baúlhe e Amarante foi encerrado em 2 de Janeiro de 1990, pela empresa Caminhos de Ferro Portugueses.